# День восстановления независимости Латвийской Республики
День восстановления независимости Латвийской Республики (латыш. Latvijas Republikas Neatkarības atjaunošanas diena) — национальный праздник Латвии, отмечаемый ежегодно 4 мая. С 2002 года является выходным днём.

## История

Праздничный плакат в Риге, апрель 2007.

4 мая 1990 года Верховный Совет принял Декларацию о восстановлении независимости Латвийской Республики, а также определил переходный период для достижения реальной независимости. В честь этого события 3 октября 1990 года законом «О праздничных, памятных и отмечаемых днях» 4 мая было объявлено памятным днём и установлено официальное название праздника — «День провозглашения Декларации о восстановлении независимости Латвийской Республики» (латыш. Latvijas Republikas Neatkarības deklarācijas pasludināšanas diena).
С 9 апреля 2002 года этот памятный день был отнесён к праздничным (выходным) дням.
12 июня 2007 года была принята поправка к закону «О праздничных, памятных и отмечаемых днях», гласящая, что если 4 мая выпадает на субботу или воскресенье, следующий рабочий день становится выходным.
27 апреля 2011 года президент Валдис Затлерс подписал поправки, которыми праздник был переименован в «День восстановления независимости Латвийской Республики».